# 聖克里斯托瓦爾火山
聖克里斯托瓦爾火山（西班牙語：Volcán San Cristóbal）是尼加拉瓜的活火山，位於奇南德加省，海拔高度1,745米，是尼加拉瓜最高的火山。這座火山是對稱的複式火山，火山口長500米、闊600米。最后喷发于2023年7月5日。